# Lijst van afleveringen van Major Dad
Dit is een lijst met afleveringen van de Amerikaanse televisieserie Major Dad. De serie telt 4 seizoenen. Een overzicht van alle afleveringen is hieronder te vinden.

## Seizoen 1
| Nr. | Titel aflevering                                         | Uitzenddatum VS   |
| --- | -------------------------------------------------------- | ----------------- |
| 1   | Pilot                                                    | 17 september 1989 |
| 2   | Just Polly & Me, and the Kids Make Five                  | 18 september 1989 |
| 3   | Rescue Mission                                           | 25 september 1989 |
| 4   | Wedding                                                  | 2 oktober 1989    |
| 5   | Wounded Flyboy and the Nurse Who Gave Him Reason to Live | 9 oktober 1989    |
| 6   | Twinkle                                                  | 16 oktober 1989   |
| 7   | Jane Wayne Day                                           | 23 oktober 1989   |
| 8   | Robin's Awakening                                        | 6 november 1989   |
| 9   | Major Mom                                                | 13 november 1989  |
| 10  | Love Doctor                                              | 20 november 1989  |
| 11  | See the Hill... Over the Hill                            | 27 november 1989  |
| 12  | Boxer Rebellion                                          | 4 december 1989   |
| 13  | Discipline                                               | 11 december 1989  |
| 14  | Lemon                                                    | 2 januari 1990    |
| 15  | That Connell Woman                                       | 8 januari 1990    |
| 16  | Jr.                                                      | 29 januari 1990   |
| 17  | Major Coach                                              | 5 februari 1990   |
| 18  | Camp MacGillis                                           | 19 februari 1990  |
| 19  | Not with My Daughter You Don't                           | 26 februari 1990  |
| 20  | Officer of the Day                                       | 12 maart 1990     |
| 21  | All Quiet on the Home Front: Part 1                      | 2 april 1990      |
| 22  | All Quiet on the Home Front: Part 2                      | 9 april 1990      |
| 23  | See the Bridge                                           | 30 april 1990     |
| 24  | Standing Tall                                            | 7 mei 1990        |
| 25  | Face the Music... and Dance: Part 1                      | 14 mei 1990       |
| 26  | Face the Music... and Dance: Part 2                      | 21 mei 1990       |

## Seizoen 2
| Nr. | Titel aflevering      | Uitzenddatum VS   |
| --- | --------------------- | ----------------- |
| 1   | Safe at First Base    | 17 september 1990 |
| 2   | Welcome to Hollister  | 24 september 1990 |
| 3   | Get a Job             | 1 oktober 1990    |
| 4   | The Goat              | 8 oktober 1990    |
| 5   | First Anniversary     | 15 oktober 1990   |
| 6   | Wetting Down          | 22 oktober 1990   |
| 7   | Infant-ry             | 29 oktober 1990   |
| 8   | Birthday Ball         | 5 november 1990   |
| 9   | Wish You Were Here    | 12 november 1990  |
| 10  | Love on the Run       | 19 november 1990  |
| 11  | Operation Fun Run     | 26 november 1990  |
| 12  | Gift of the Major     | 19 december 1990  |
| 13  | Flying Solo           | 7 januari 1991    |
| 14  | A Bird in the Hand    | 14 januari 1991   |
| 15  | Learning to Drive     | 21 januari 1991   |
| 16  | The Name Is Over Here | 4 februari 1991   |
| 17  | Valentine's Day       | 11 februari 1991  |
| 18  | Sins of the Father    | 18 februari 1991  |
| 19  | The Possible Dream    | 25 februari 1991  |
| 20  | Private Affair        | 11 maart 1991     |
| 21  | Polly's Choice        | 18 maart 1991     |
| 22  | Silent Drill Team     | 8 april 1991      |
| 23  | Elmo Come Home        | 29 april 1991     |
| 24  | Together              | 13 mei 1991       |

## Seizoen 3
| Nr. | Titel aflevering                   | Uitzenddatum VS   |
| --- | ---------------------------------- | ----------------- |
| 1   | The Shut Down                      | 16 september 1991 |
| 2   | Major Moonlighting                 | 23 september 1991 |
| 3   | Polly's Pen Pal                    | 30 september 1991 |
| 4   | A Few Good Men                     | 7 oktober 1991    |
| 5   | Poker Night                        | 14 oktober 1991   |
| 6   | Anything You Can Do I Can Do Perky | 21 oktober 1991   |
| 7   | Educating Casey                    | 28 oktober 1991   |
| 8   | Lady in Waiting                    | 4 november 1991   |
| 9   | General Unrest                     | 11 november 1991  |
| 10  | Steel Magnolia                     | 18 november 1991  |
| 11  | On the Line                        | 25 november 1991  |
| 12  | The Shell Game                     | 9 december 1991   |
| 13  | Who's That Blonde?                 | 16 december 1991  |
| 14  | We've Got Trouble                  | 6 januari 1992    |
| 15  | Three's a Crowd                    | 13 januari 1992   |
| 16  | Three Angry Marines                | 20 januari 1992   |
| 17  | Close Encounters                   | 3 februari 1992   |
| 18  | Base Desires                       | 24 februari 1992  |
| 19  | When Gunny Talks                   | 2 maart 1992      |
| 20  | The 'L' Word                       | 9 maart 1992      |
| 21  | Sick Bay                           | 16 maart 1992     |
| 22  | Charlotte's Web                    | 27 april 1992     |
| 23  | The Noisy Drill Team               | 4 mei 1992        |
| 24  | In the Brick of Time               | 11 mei 1992       |

## Seizoen 4
| Nr. | Titel aflevering             | Uitzenddatum VS   |
| --- | ---------------------------- | ----------------- |
| 1   | The People's Choice: Part 1  | 25 september 1992 |
| 2   | The People's Choice: Part 2  | 2 oktober 1992    |
| 3   | Here's Looking at You, Pol   | 16 oktober 1992   |
| 4   | Catered Affair               | 23 oktober 1992   |
| 5   | There's No Place Like Farlow | 30 oktober 1992   |
| 6   | The Election Show            | 6 november 1992   |
| 7   | Gunny's Veiled Threat        | 13 november 1992  |
| 8   | One for the Road             | 20 november 1992  |
| 9   | Blue Tenant Holowachuk       | 4 december 1992   |
| 10  | Old Acquaintance             | 18 december 1992  |
| 11  | About Face                   | 8 januari 1993    |
| 12  | I'll Be Seeing You           | 15 januari 1993   |
| 13  | Night School                 | 22 januari 1993   |
| 14  | Piano Lesson                 | 29 januari 1993   |
| 15  | Come Rain or Come Shine      | 5 februari 1993   |
| 16  | Colonel of Truth             | 12 februari 1993  |
| 17  | From Russia with Like        | 19 februari 1993  |
| 18  | The Spell of Grease Paint    | 5 maart 1993      |
| 19  | Gunny Gets Robbed            | 12 maart 1993     |
| 20  | Conduct Unbecoming           | 2 april 1993      |
| 21  | General Disturbance          | 9 april 1993      |
| 22  | Oops, a Daisy                | 16 april 1993     |